# Prix Beniamino-Gigli
Le prix Beniamino-Gigli (finnois : Beniamino Gigli-palkinto) est un prix décerné en Finlande par la Société finlandaise Beniamino Gigli.

## Présentation
Le prix est décerné aux artistes qui mènent des recherches et des études musicales sur Beniamino Gigli. La Société finlandaise Beniamino Gigli, associée à l'Opéra national de Finlande, a créé ce prix en 1993 et les lauréats sont choisis par le conseil d'administration de la compagnie.
Les lauréats reçoivent une plaquette représentant Beniamino Gigli entouré de quelques endroits historiques de sa ville natale, Recanati. L'œuvre a été conçue par la société Roberta-Arti-Grafiche, établie dans les Marches.

## Lauréats
| Année | Lauréat                                     | Catégorie           |
| ----- | ------------------------------------------- | ------------------- |
| 1993  | Raimo Sirkiä (en)                           | Ténor               |
| 1994  | Peter Lindroos (en)                         | Ténor               |
| 1995  | Raili Viljakainen (fi)                      | Soprano             |
| 1996  | Pietro Ballo (it)                           | Ténor               |
| 1997  | Riitta-Liisa Kyykkä                         | Pianiste            |
| 1998  | Roberto Bencivenga                          | Ténor               |
| 1999  | Rossella Redoglia                           | Soprano             |
| 2000  | Fabio Armiliato (it)                        | Ténor               |
| 2001  | Stefano Secco                               | Ténor               |
| 2002  | Hannu Jurmu (fi)                            | Ténor               |
| 2003  | Salvatore Fischella (it)                    | Ténor               |
| 2004  | Gabriella Colecchia                         | Mezzo-soprano       |
| 2005  | Giorgio Casciarri                           | Ténor               |
| 2006  | Simona Baldolini                            | Soprano             |
| 2007  | Francisco Casanova                          | Ténor               |
| 2008  | Andrea Cesare Coronella (aussi Cesare Dina) | Ténor               |
| 2010  | Maurizio Graziani                           | Ténor               |
| 2011  | Roberto De Biasio                           | Ténor               |
| 2012  | Domenico Menini                             | Ténor               |
| 2013  | Ivanna Speranza                             | Soprano             |
| 2014  | Andrea Carè (it)                            | Ténor               |
| 2015  | Mika Kares                                  | Basse               |
| 2015  | Liisa Pimiä (fi)                            | Pianiste            |
| 2016  | Mario Leonardi                              | Ténor               |
| 2016  | Torsten Brander (fi)                        | Influenceur musical |
| 2017  | Camilla Nylund                              | Soprano             |
| 2018  | Gilda Fiume                                 | Soprano             |